# Zeugites latifolius
Zeugites latifolius är en gräsart som först beskrevs av Eugène Pierre Nicolas Fournier, och fick sitt nu gällande namn av William Botting Hemsley. Zeugites latifolius ingår i släktet Zeugites och familjen gräs. Inga underarter finns listade i Catalogue of Life.